# Тешинская Силезия
Теши́нская Силе́зия (сил. Ćeszyński Ślůnsk, пол. Śląsk Cieszyński, чеш. Těšínské Slezsko или чеш. Těšínsko, нем. Teschener Schlesien) — исторический регион юго-восточной Силезии, расположенный в междуречье Вислы и Одры.
Территория региона соответствует территории бывшего Тешинского княжества (герцогства), которое после Первой мировой войны было поделено между Чехословакией и Польшей в результате Тешинского конфликта 1919—1920 годов. Сам город Тешин был разделён на польский Цешин и Чески-Тешин в Чехословакии. В настоящее время бо́льшая часть территории Тешинской Силезии составляет еврорегион Тешинская Силезия (пол. Euroregion Śląsk Cieszyński, чеш. Euroregion Těšínské Slezsko).

## История
Тешинская Силезия охватывает область прежнего Тешинского герцогства, которое существовало с 1290 по 1918 годы. В 1290—1653 годах оно управлялось ветвью династии Пястов. В 1327 году Казимир I, герцог Тешинский, стал вассалом короля Богемии Иоанна Люксембургского, и герцогство стало автономным феодальным владением короны Богемии. Правление Пястов закончилось в 1653 году со смертью последней герцогини Тешинской Елизаветы Лукреции (пол. Elżbieta Lukrecja), после чего герцогство стало владением Габсбургов и стало именоваться по-немецки: Тешин.
В 1722 году Тешин передан Леопольду Лотарингскому, в качестве компенсации за права на североитальянское герцогство Монферрат, отошедшее королевству Сардинскому. После Первой Силезской войны большая часть Силезии отошла к Пруссии, Тешинское герцогство же осталось частью империи Габсбургов.
С 1767 по 1822 годы герцогство, находившееся в этот период под властью саксонской династии Веттинов, называлось Саксен-Тешин. После смерти Альберта, первого и последнего герцога Тешинского из династии Веттинов, герцогство перешло к австрийской короне, под властью которой оставалось до 1918 года.
В Тешинской области всегда говорили на смешанном силезско-польском диалекте, который чешские лингвисты считали чешско-силезским диалектом, а польские — польско-силезским. До середины XIX века местные жители свою национальность определяли просто как «местные». В XIX веке «местные» стали делиться на поляков, чехов и силезцев. Никто из них не составлял в крае большинство, но в конце XIX века многочисленные польские эмигранты, которые приезжали в поисках работы из Галиции, переломили ситуацию, и в восточной части Тешинской области поляки стали преобладать. В 1918 году поляки составляли 54 % населения региона, но преобладали лишь в восточной части.
После распада Австро-Венгрии 5 ноября 1918 года польское правительство Тешинского княжества — Национальный совет Тешинского княжества (Rada Narodowa Księstwa Cieszyńskiego) — подписало договор с чешским местным правительством (Národní výbor pro Slezsko) о разделе Тешинской Силезии. 23 января 1919 года Чехословакия, однако, ввела войска в Тешинскую область и заняла её. 28 июля 1920 года, во время успешного наступления Красной армии в Советско-польской войне 1919—1921, международный арбитражный комитет принял решение о присоединении большей части области к Чехословакии, в том числе и населённых пунктов, где поляки составляли большинство населения.
В сентябре — октябре 1938 года Польша, воспользовавшись восстанием судетских немцев, после которого с согласия Англии и Франции Германия начала аннексию Судет, тоже подключилась к разделу Чехословакии. 21 сентября Польша направила ультиматум Чехословакии о «возвращении» Тешинской области, где проживало 80 тысяч поляков и 120 тысяч чехов, и побуждала к аналогичным действиям Венгрию.
22 сентября 1938 года посол Франции в Германии Андре Франсуа-Понсе докладывал своему министру Жоржу Бонне о демаршах, предпринятых 20 сентября Польшей и Венгрией в адрес фюрера и в Лондоне: «Варшава и Будапешт не согласятся с тем, чтобы в отношении своих этнических меньшинств, включенных в чехословацкое государство, был применен менее благоприятный режим, чем тот, который будет предоставлен судетским немцам. Это было равнозначно утверждению, что уступка территорий, населенных немецким большинством, должна будет также повлечь за собой отказ Праги от Тешинской области и от 700 тысяч мадьяр в Словакии. Таким образом, предлагаемое отторжение территории превратилось бы в расчленение страны».
Президент Чехословакии Эдвард Бенеш запросил согласия советского руководства оказать его стране помощь в случае нападения, на что Политбюро ЦК ВКП (б) 20 сентября ответило единогласным согласием.
23 сентября 1938 года Советский Союз направил Польше ноту, что в случае её вторжения в Чехословакию он разорвёт пакт о ненападении с Польшей. Этот документ министр иностранных дел Юзеф Бек назвал пропагандистским и предложил не придавать ему большого значения. Готовясь участвовать в разделе Чехословакии, Польша сформировала под командованием генерала Бортновского специализированную военную группировку «Силезия» в составе трех пехотных дивизий, кавалерийской бригады и других частей. На территории Польши были сформированы и заброшены в Тешинскую область несколько диверсионных групп, которые устраивали взрывы, нападения на общественные здания и на полицейские участки, организовывали массовые беспорядки. В польской прессе развернулась массированная пропагандистская кампания в защиту «народного восстания населения, стремящегося воссоединиться с матерью-Польшей».
Поскольку правительство Польши не было приглашено на Мюнхенскую конференцию по Чехословакии 30 сентября, его интересы фактически представлял Гитлер. Из записи беседы польского посла в Берлине Юзефа Липского с министром Юзефом Беком от 1 октября 1938 года явствует, что последний выразил сердечную благодарность «за лояльную трактовку польских интересов на Мюнхенской конференции». «Правительство и общественность Польши полностью отдают должное позиции фюрера и рейхсканцлера», — заверил министр.
30 сентября, в день подписания Мюнхенского соглашения, Польша направила в Прагу вторичный ультиматум с безоговорочным требованием передать ей Тешинскую область. На ответ Чехословакии был предоставлен срок в 12 часов. К тому времени вдоль границы поляки уже развернули армейскую оперативную группу «Силезия» (командующий генерал Владислав Бортновский) в составе 23-й пехотной и 21-й горнострелковой дивизий, нескольких отдельных полков (всего до 36 тысяч человек, 80 танков, 9 бронеавтомобилей, 104 артиллерийских орудий и 99 самолётов), ещё 3 дивизии и одна бригада находились в резерве «на случай осложнений». В ночь на 1 октября эти части перешли границу и оккупировали часть Тешинской области. Она была присоединена к Польше в качестве Западно-Тешинского повята (Powiat cieszyński zachodni) Автономного Силезского воеводства. Польша отказалась пропустить Красную армию на помощь Чехословакии, Франция своих союзнических обязательств не выполнила.
12 октября оккупированные земли посетил маршал Польши Рыдз-Смиглы. Чешский язык на «освобождённой территории» был немедленно запрещён, развёрнута кампания по ополячиванию края. По воспоминаниям многих чехов из тех мест, польская оккупация в 1938—1939 годах была намного тяжелее, чем последовавшая следом немецкая оккупация. Не довольствуясь приобретениями, 26 ноября 1938 года польская армия с боем захватила ещё часть чехословацкой территории с населёнными пунктами Орава, Спиш и Чадзе.
В беседе с Юзефом Беком 5 января 1939 года Гитлер откровенно признался, что «оказалось не так-то просто добиться в Мюнхене от французов и англичан согласия на включение в соглашение также польских и венгерских претензий к Чехословакии», на что польский министр иностранных дел ответил: «Польша не проявляет такой нервозности в отношении укрепления своей безопасности, как, например, Франция, и не придает никакого значения так называемым системам безопасности, которые после сентябрьского кризиса (судетского кризиса) в Чехословакии, окончательно обанкротились». Гитлер благодарит Польшу за то, что та держит на границах с Союзом ССР большие силы, избавляя тем самым Германию от крупных военных расходов. «При всех обстоятельствах Германия будет заинтересована в сохранении сильной национальной Польши, совершенно независимо от положения дел в России. Идет ли речь о большевистской, царской или какой-либо иной России, Германия всегда будет относиться к этой стране с предельной осторожностью», — заверил фюрер.
После оккупации Польши Германией в 1939 году Силезское воеводство вместе с Западно-Тешинским повятом были присоединены к прусской провинции Верхняя Силезия в качестве Катовицкого округа, Западно-Тешинский повят и Тешинский повят были объединены в Тешинский район (Landkreis Teschen). Показательно, что здесь оккупанты не чинили никаких препятствий в использовании чешского языка для общения и обучения в школах.
После Второй мировой войны большая часть области была возвращена Чехословакии. Чешская часть Тешинской Силезии продолжала быть частью Чехословакии до её распада в 1993 году и с тех пор является частью Чешской Республики.

## География
Тешинская Силезия занимает территорию между северо-западной частью Карпат, долиной Освенцима, частью Силезской долины и восточной частью Судет. Регион отделён от остальной Силезии (в частности, от Верхней Силезии) рекой Вислой, от Малой Польши рекой Бялой и Бараньей горой — высочайшей точкой польской части региона (1220 метров над уровнем моря). Высшая точка региона — Лысая гора (1324 м) в чешской части. Он также граничит со Словакией через горный хребет Полом (Яблунковский перевал) и с Моравией по рекам Остравице и Одеру. Регионом протекает река Олше.